# Jindřich Plachta
Jindřich Plachta, właściwie Jindřich Šolle  (ur. 1 lipca 1899 w Pilźnie, zm. 6 listopada 1951 w Pradze) – czechosłowacki aktor filmowy. W latach 1926–1951 wystąpił w ponad 100 filmach.

## Wybrana filmografia
- Milenky starého kriminálníka (1927)
- Páter Vojtěch (1929)
- Aféra v Grandhotelu (1929)
- Známosti z ulice (1929)
- C. a k. polní maršálek (1930)
- To neznáte Hadimršku (1931)
- Muži v offsidu (1931)
- Anton Špelec, ostrostřelec (1932)
- Jedenácté přikázání (1935)
- Jánošík (1935)
- Tři muži ve sněhu (1936)
- Jak wielbłąd przez ucho igielne (1937)
- Droga do głębi duszy studenckiej (1939)
- Turbina (1941)
- Barbora Hlavsová (1942)
- Gabriela (1942)
- Počestné paní pardubické (1944)
- Jarní píseň (1944)
- Průlom (1946)